# Drymophila malura
Drymophila malura е вид птица от семейство Thamnophilidae.

## Разпространение
Видът е разпространен в Аржентина, Бразилия и Парагвай.